# Lily Lian
Pour les articles homonymes, voir Lian.
Lily Lian, alias Lily Paname, née le 1er mai 1917 à Paris et morte le 24 mai 2020 à Ivry-sur-Seine, est considérée comme une des dernières chanteuses de rue de Paris. Après le déclin puis la disparition de sa profession, elle tente une carrière de chanteuse discographique où elle croise Édith Piaf, Tino Rossi, Maurice Chevalier ou Yves Montand. Elle est à l'origine de la carrière du chanteur et animateur Pascal Sevran qui en retour la recevait régulièrement dans ses émissions.

## Biographie
Lily Lian, de son vrai nom Liliane Lebon, est née le 1er mai 1917. Son père est le capitaine Lebon, bras droit du colonel Fabien, tous deux tués dans l'explosion accidentelle d'une mine le 27 décembre 1944 et enterrés au cimetière du Père-Lachaise dans le carré réservé aux grands résistants,.

### Chanteuse de rue
Avant que n'existent les juke-boxes, phonographes ou la radio, le métier de chanteur des rues était un de ces petits métiers extrêmement populaires remontant aux temps anciens. Avec une voix forte qui porte au loin, cela consistait à chanter dans la rue, en étant rétribué pour sa prestation et en vendant des feuilles dites des « formats » qui comprenaient la partition et les paroles des chansons chantées.
Lily Lian avait commencé dans les années 30 comme chanteuse de rue de Paris en chantant le répertoire populaire de son enfance. Elle acquiert vite une renommée et se retrouve immortalisée à exercer cette profession populaire, en étant photographiée à la Libération, sous les arcades près de la gare de Lyon, un porte-voix à la main, dans deux clichés célèbres de Robert Doisneau pour sa série illustrant les petits métiers parisiens. Elle rencontre Édith Piaf, qui exerçait le même métier qu'elle.

### Chanteuse traditionnelle
Le métier de chanteur de rue décline inexorablement avec la généralisation de la radio et du microsillon. Après la guerre, Lilly Lian doit se reconvertir, et tente donc d'entamer une carrière de chanteuse traditionnelle mais ne parvient pas à percer. Elle croise dans sa nouvelle carrière Maurice Chevalier, Fréhel, Yves Montand à ses débuts, Tino Rossi qui la snobait, Jean Lumière qui fut adorable avec elle,.
Elle fut pendant quelques années, la maîtresse et muse du compositeur et acteur Vincent Scotto, qui adorait paraître entouré de belles femmes. C'est d'ailleurs Vincent Scotto qui a rebaptisé Liliane Lebon, « Lily Lian ».
En 1965, elle aide un jeune chanteur débutant à enregistrer et sortir un disque sous le nom d’artiste Pascal Régent. Il devint par la suite connu comme compositeur et animateur sous le nom de Pascal Sevran, qui en retour invita régulièrement Lily Lian dans son émission La Chance aux chansons, la présentant comme la dernière chanteuse des rues.
Lily Lian meurt le 24 mai 2020 à l'hôpital Charles-Foix d'Ivry-sur-Seine.

## Discographie
- 1971 : Chansons d'hier et d'aujourd'hui[7]
- 2007 : Chansons de rues[8]

## Autobiographie
- Lily Lian (ill. Jean-Louis Morelle), Lily Panam : Mémoires de la dernière chanteuse des rues, Olivier Orban, 1981, 212 p. (ISBN 9782402312646, lire en ligne)